# Блейц, Матия
Матия Блейц (словен. Matija Blejc; 24 февраля 1914, Менгеш — 24 декабря 1942, Коставшская равнина, над Тугиньской долиной) — словенский партизан, участник Народно-освободительной борьбы Югославии. Посмертно награждён званием Народного героя Югославии. В рядах партизан был известен под псевдонимом «Матевж».

## Биография
Родился 24 февраля 1914. До войны работал помощником портного в мастерской, состоял в прогрессивном рабочем движении. После нападения Германии на Югославию и последовавшей оккупации ушёл в партизаны и возглавил Менгешско-Моравскую роту партизанского батальона из Камника. В том же году был принят в компартию Словении. Весной 1942 года возглавил Камникский батальон нового формирования, который был наиболее известным партизанским отрядом в словенской Крайне. Погиб 24 декабря 1942, прорываясь из окружения на горе Коставшской. Звания Народного героя Югославии посмертно был удостоен 22 июля 1953.